# 대도시 통계 지구

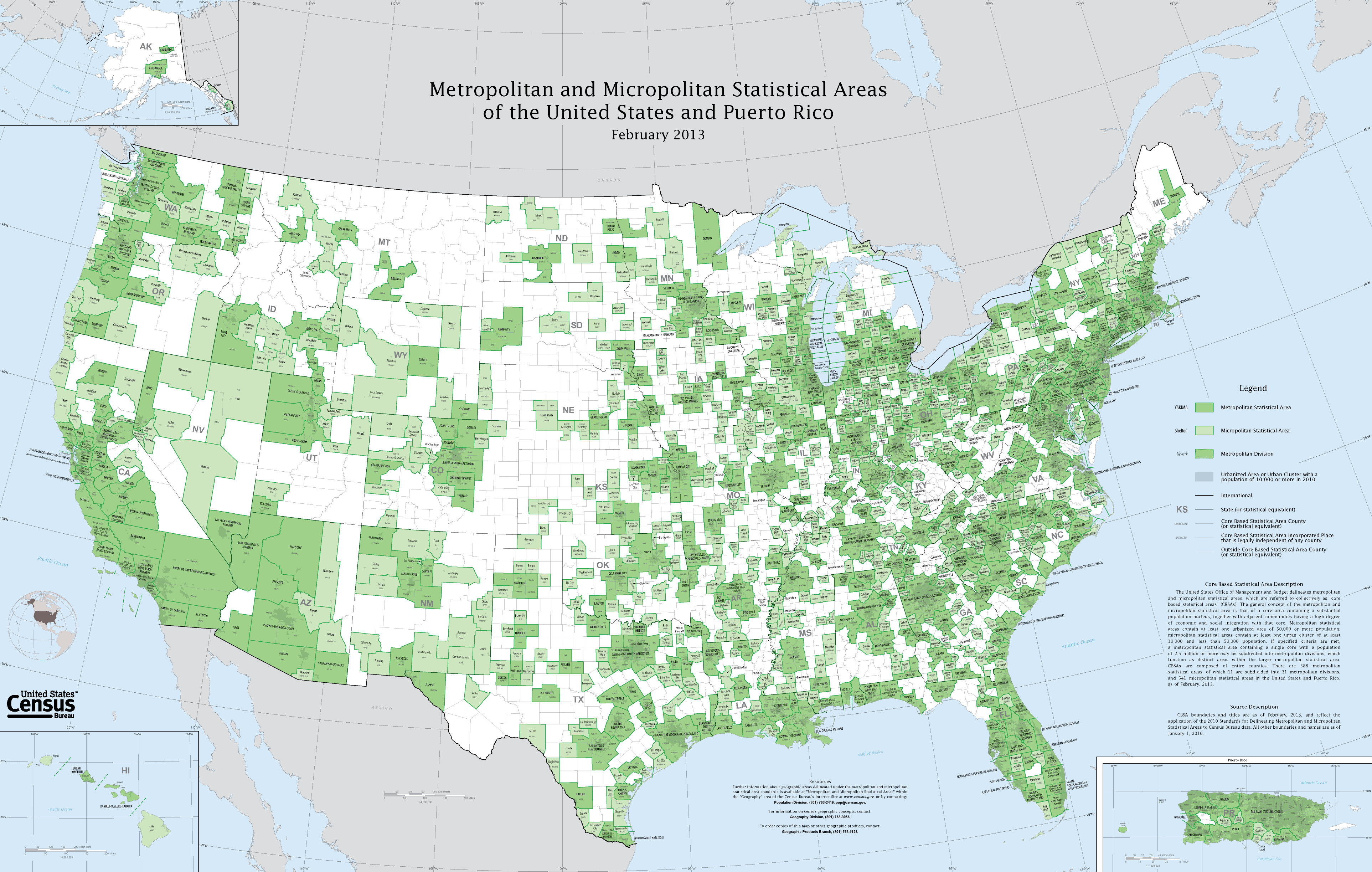
대도시 통계 지구

대도시 통계 지구(大都市統計地區, 영어: metropolitan statistical area, MSA)는 미국의 주요 도시의 인구 밀도가 상대적으로 높고, 지역적으로 긴밀한 경제적 관계를 가지고 있는 지리적 지역을 가리키는 용어이다.

## 개요
이러한 지역은 도시와 마을로서의 법적 지위를 갖고 있는 것은 아니고며 법적으로 뒷받침된 행정 구역에서도 일정한 정치적 주권을 가진 주와 같은 것도 아니다. 시카고 대도시권 같은 전형적인 도시권은 주변에 영향을 미치는 하나의 대도시 주위에 형성된다. 그러나 미니애폴리스-세인트폴과 같이 하나의 도시권에 여러 주요 도시가 있는 경우도 있다. 대도시 통계 지구는 행정관리예산국에 의해 정의된 인구조사국이나 기타 연방 정부 기관에서 통계 목적으로만 사용된다.

## 같이 보기
- 미국의 인구